# Manima
Manima (auch: Maneema) ist eine kleine Insel der Inselgruppe Tongatapu im Norden von Tongatapu im Pazifik. Sie gehört politisch zum Königreich Tonga.

## Geografie
Das Motu liegt vor der Nordküste der Hauptinsel Tongatapu, zusammen mit Pangaimotu, ʻOneata und Nukunukumotu. im Norden schließt sich im zweiten Riffsaum Makahaʻa an. Die Inseln bilden das Westende der Piha Passage (Astrolabe Channel).

## Klima
Das Klima ist tropisch heiß, wird jedoch von ständig wehenden Winden gemäßigt. Ebenso wie die anderen Inseln der Tongatapu-Gruppe wird Manima gelegentlich von Zyklonen heimgesucht.